# Personnalité du monde des affaires

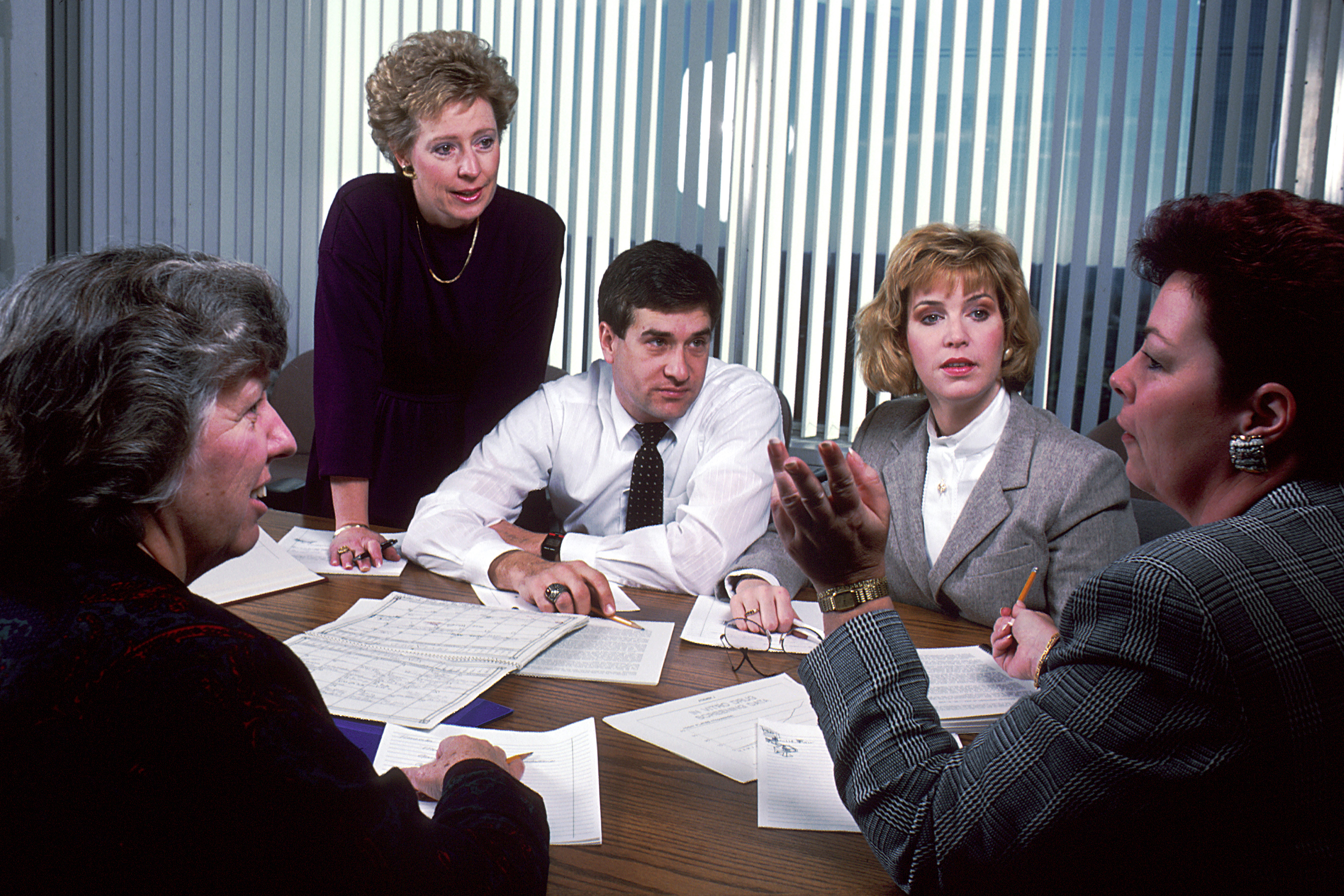
Un groupe de personnes d'affaires dans les années 1980.

Une personnalité du monde des affaires, un homme d'affaires ou une femme d'affaires est une personne qui a créé une ou plusieurs sociétés commerciales, ou qui les administre, profitant des revenus qu'elles produisent. Il peut aussi s'agir d'un investisseur prenant et revendant d'importantes participations dans des sociétés (généralement cotées en bourse) ou, de manière plus large, d'une personne réalisant ou supervisant des affaires commerciales pour le compte d'autres personnes.
Un entrepreneur est une personne qui crée une entreprise ou qui entreprend une activité professionnelle.

## Aspects anthropologiques et historiques
De manière générale et historiquement l'homme d'affaires est presque toujours associé à l'argent, au commerce et à certaines responsabilités, sociales notamment.
Politiquement parlant, il est généralement associé aux milieux dits libéraux. Il existe des exceptions avec des hommes d'affaires de gauche dont quelques patrons, par exemple créateurs de phalanstères. Il occupe généralement une place particulière dans la hiérarchie sociale.
Certains historiens ou biographes emploient ce qualificatif anachronique pour décrire des personnages du passé, au moins jusqu'au XVIe siècle, a avec par exemple Jacob Fugger qualifié de grand homme d'affaires du début du XVIe siècle par Schick en 1957. L'expression est métaphoriquement utilisée pour un passé encore plus lointain (Antiquité) pour le grec Zenon par exemple ou pour l'élite des riches romains qui ont financé l'expansion de l'empire, souvent en retirant un important profit,.
Une nouvelle génération d'hommes d'affaires naît avec la révolution industrielle permise par l'exploitation de ressources énergétiques fossiles (charbon puis pétrole et gaz naturel) et le statut de l'homme d'affaires évolue, ainsi a-t-on vu avec le développement de l'agriculture industrielle et de l'élevage industriel apparaître des « Businessman‐Farmer ».
Dans les grandes villes et notamment dans les grandes capitales apparaissent des quartiers d'affaires, souvent autour d'une bourse (par exemple Wall Street à New York ou la City de Londres) et qui sont aussi les quartiers des sièges de grandes banques ou institutions financières.
Hommes et femmes d'affaires bénéficient de divers privilèges dans certains transports, hôtels, restaurants et institutions, avec par exemple une classe affaires dans la plupart des avions de ligne (quand ils n'utilisent pas de jets privés) et le tourisme d'affaires ou des conseils ciblés en matière d'optimisation fiscale.

## Typologies

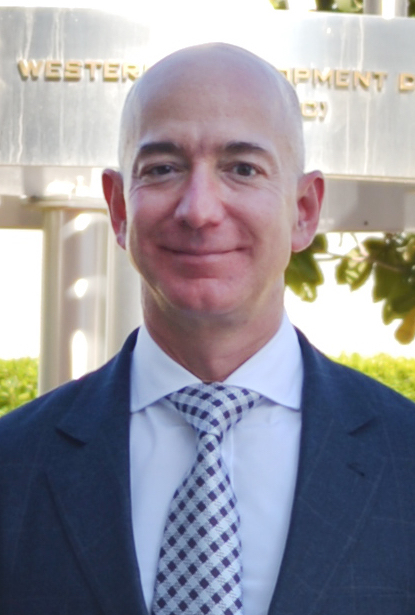
Jeff Bezos, ancien président-directeur général de l'entreprise Amazon.

Selon les contextes, les personnes, les pays, les religions et les époques, le personnage de l'homme d'affaires a de nombreuses facettes. Il est plutôt industriel ou plutôt financier, et par exemple présenté comme :
- Grand bourgeois, rentier[13], membre d'une élite... ou au contraire self-made men (autodidactes du monde des affaires), éventuellement visionnaire ou chanceux qui, selon le mythe du rêve américain serait devenu riche en bâtissant sa réussite professionnelle sans capitaux propres initiaux, et parfois sans aucune qualification scolaire ; il peut aussi être issu d'une grande école de commerce. Une version plus récente est celle du jeune golden boy ;
- habillé d'une certaine manière, fumant le cigare, pratiquant le golf, buvant du cognac[14], propriétaire de grosses voitures, avec chauffeur éventuellement, se déplaçant avec une serviette en cuir puis un attaché-case, etc. avec des attributs variant selon les époques et son âge ;
- audacieux, prêt à prendre des risques, voyageur voire aventurier (depuis l'Antiquité et notamment à la Renaissance où l'Occident se lance à la conquête des richesses du monde en Inde ou dans les Amériques notamment)[15]. Il peut dans ce cas être associé aux contextes de colonisation ou d'appropriation de biens miniers, fonciers plus ou moins lointains[16]. Les actions de ces hommes d'affaires ont des conséquences géopolitiques ;
- paternaliste, et parfois généreux mécène[17] ou amateur d'art éclairé (depuis le Moyen Âge[18], voire l'Antiquité). Au début du XXe siècle, Wilkie (1930) puis Berle et Means (1932) cherchent à sensibiliser les hommes d'affaires quant à la responsabilité sociale de leurs actes et de ceux de leurs entreprises, mais la notion de responsabilité sociale (« Social Responsabilities of Businessman ») n'est clairement conceptualisée qu'en 1953 (par Bowen) suivie dans les années 1990 d'une variante élargie : la responsabilité sociale et environnementale (RSE)[19],[4] ;
- modèle social, notamment selon le concept de « chevalerie économique » développé par Alfred Marshall qui espérait une moralisation du capitalisme, concept analysé par R. Martinoia en 2012[20] ;
- pourvoyeur de ressources pour sa famille étendue, une communauté proche, éventuellement en situation de diaspora[21], investisseur[22] ;
- oligarque (en Russie et dans les ex-pays de l'Est) ;
- proche du pouvoir politique ou religieux ou d'une grande administration, selon l'époque et le lieu, ce qui pose la question des enjeux du pantouflage et des risques de conflit d'intérêts ;
- parfois également politiciens. Aux États-Unis notamment[23] et dans l'actuelle Russie[24] ;
- ayant une certaine vision du monde. Ainsi, selon Normand Turgeon (2014), « bon nombre de femmes et d'hommes d'affaires ont une conception de leur monde comme une entité qu'il est possible d'expliquer et même de prédire », conforme à la théorie des affaires et à la plupart des théories économiques[25] ;
- cherchent à s'assurer un certain pouvoir (ainsi, de grands hommes d'affaires cherchent à prendre le contrôle (par le rachat notamment) de grands médias (journaux, radio, télévision, presse écrite) ;
- manipulateur, profiteur, spéculateur, prédateur, impliqué dans la construction de trusts ou de cartels[26] comme William Meinhardt avec le cartel Phœbus (« le cartel des lampes ») ; ou Hector Dieudonné et Émile Mayrisch pour l'ISC ou Louis Marlio, dans les domaines de l'aluminium et du génie civil) selon Dominique Barjot et Harm G. Schröter[27] puis de réseaux de lobbying. Il existe une face encore plus sombre de l'homme d'affaires ; il est alors impliqué dans la corruption et criminel[28], ou mafieux ou indirectement lié au crime organisé[29],[30]. Dans certaines prisons un quartier leur est réservé (comme dans la Maco qui dispose de quatre quartiers : le quartier des hommes adultes, le quartier des femmes, le quartier des mineurs et le « quartier d'amendement » (réservé aux détenus politiques et aux hommes d'affaires[31]. Pierre Lascoumes et Carla Nagels (2014) notent qu'après une condamnation pour « délinquance économique et financière » « la plupart des hommes d'affaires poursuivis, et même condamnés, conservent la confiance de leurs collègues »[32] ;
- un personnage parfois discret voire secret pour certains hommes d'affaires, qui peut se protéger derrière des filiales, le secret des affaires, des hommes de paille, etc. dont pour échapper au fisc.

## Représentation
La caricature le présente souvent très gros, en costume, et fumant le cigare assis derrière un bureau. Le Picsou de Disney en est un représentant (maigre car avare) dans la bande dessinée.
On le retrouve satiriquement ou élogieusement représenté dans le roman et la littérature de fiction (chez John Steinbeck par exemple), au théâtre puis dans le dessin animé, au cinéma (Bruce Wayne). Il fait parfois l'objet de documentaires. R. Smith montre en 2013 que les biographies de grands criminels présentent souvent ces derniers comme des entrepreneurs.